# Faces (Zeitschrift)
| Druckspezifische Angaben |                                    |
| Heftformat Normalausgabe | 240 × 300 mm                       |
| Druckverfahren           | Offset                             |
| Papierqualität           | 135 g/m² Inhalt, 350 g/m² Umschlag |

FACES ist eine illustrierte Lifestyle-Zeitschrift des Verlages Fairlane in Zürich (Schweiz), die achtmal  im Jahr erscheint.

## Gründung und Entwicklung
Die Zeitschrift wurde im September 2001 von den Brüdern Stefan Berger und Patrick Pierazzoli gegründet und startete in St. Gallen als kostenloses Ausgehmagazin für die Ostschweiz; im Laufe des Jahres 2002 erschienen zusätzlich Ausgaben für Zürich, Bern und Basel mit einer Gesamtauflage von 55.000 Exemplaren. Bis März 2003 waren Jürg Zentner Chefredaktor und Anka Wessely Art Directorin. Zu Jahresbeginn 2004 stellte man auf das jetzige Heftformat um und erhöhte die Zahl der Ausgaben von vier auf sechs im Jahr, ein Jahr später auf acht und holte Alex Wiederin, der seine Karriere ebenfalls bei Tempo begonnen hatte, als Creative Director und brachte das Heft in den Kioskverkauf. Seit Herbst 2005 erschienen 10 Ausgaben im Jahr. Mit dem Relaunch im Herbst 2022 erscheint das Magazin noch 8 mal im Jahr.
Mit Maxim Biller, Tom Kummer, Uwe Kopf, Peter Glaser, Marc Fischer, Eckhart Nickel und Helge Timmerberg wurden ab 2005 Autoren und Kolumnisten engagiert, die zuvor alle bereits für Tempo geschrieben hatten. Weitere Autoren sind Endo Anaconda und Nick Hornby.
Nach einem Testverkauf im April 2006 in Österreich und Deutschland erschien ab Herbst 2009 im Münchner Lightspeed-Verlag eine Ausgabe für Deutschland, die wegen Unstimmigkeiten mit dem Lizenznehmer nach drei Heften wieder eingestellt wurde. Zwei Jahre später, im Februar 2012, startete Fairlane eine eigene Deutschland-Ausgabe. Ab September 2012 bis 2017 war das Magazin auch im Pocket-Format erhältlich; im 3. Quartal 2013 betrug die verkaufte Auflage laut IVW 59.961 Exemplare. Mit der im November 2013 erschienenen russischen Ausgabe wurde der erste Titel einer Schweizer Zeitschrift in Russland publiziert.
Im August 2022 wurde das Magazin einem grossen Relaunch unterzogen. Seither erscheint FACES in der Schweiz wie auch in Deutschland mit acht Ausgaben pro Jahr.

## Diverses
In der Schweiz wurde von 2007 bis 2017 auf dem Sender ProSieben die ebenfalls von Fairlane produzierte Sendung FACES TV, später FACES Studio, ein interaktives Styling- und People-Magazin, ausgestrahlt. Im Herbst 2019 hat die Fairlane eine eigene Kreditkarte, die FACES BLACK Card lanciert.